# Rigoberto Gómez
Rigoberto Gómez Lainez (Tegucigalpa, 9 gennaio 1977) è un ex calciatore honduregno naturalizzato guatemalteco, di ruolo centrocampista.

## Carriera

### Club
Dal 1996 gioca con il Comunicaciones.

### Nazionale
Con la Nazionale guatemalteca ha partecipato alla CONCACAF Gold Cup 2007.